# Радіостанція
Радіоста́нція — один або кілька радіопередавачів та/або радіоприймачів, включаючи допоміжне обладнання, необхідні в певному місці для організації служби радіозв'язку.
Радіостанція — пристрій, комплекс пристроїв або система інженерних споруд і радіоелектронних приладів, призначені для прийому і/або передачі радіохвиль. Хоча формально радіоприймальні пристрої відносяться до радіостанцій, на практиці, в технічній літературі та документації під радіостанціями звичайно розуміють ті технічні засоби, які містять у своєму складі радіопередавач.
Під терміном радіостанція в побуті розуміють також підприємство (установа) масової інформації, що займається радіомовленням. Така «радіостанція» може і не володіти власним радіопередавальним обладнанням, а орендувати його або орендувати ефірний час, вести передачі по провідних каналах або в інтернеті.

## Радіостанція як технічний засіб
Радіостанція як технічний комплекс складається, в загальному випадку, з таких основних компонентів:
- передавач
- приймач
- антенно-фідерний пристрій
- пристрої перетворення інформації
- джерела живлення

### Радіопередавач
Радіопередава́ч — пристрій, який разом з антеною забезпечує формування та випромінювання радіочастотного сигналу.

Функціонально радіопередавач складається з таких частин:
- Електронний генератор (наприклад, синтезатор з ФАПЧ або DDS);
- Модулятор (наприклад, аналоговий або DSP із застосуванням квадратурно-амплітудної модуляції);
- Попереднього, основного і кінцевого підсилювачів;
- Схем узгодження імпедансів, фільтрів, систем захистів від аварійних режимів роботи, вимірювання параметрів і індикації.

Самостійно радіопередавачі використовують у тих областях, де не потрібний прийом інформації в місці її передачі — сигнали точного часу, різноманітні навігаційні радіомаяки для визначення географічного місця об'єктів, багатопозиційна радіолокація, радіомовлення, дистанційне керування, телеметрія і т. д.
При експлуатації військових каналів зв'язку стає актуальною проблема захисту екіпажів передавальних центрів від враження зброєю, що містить голівки самонаведення з радіовипромінювання. Організаційно використовують рознесення передавального радіоцентру від основного розташування вузла зв'язку. Так, віддалення пдрц вз армійського корпусу має бути на 10-15 км від розташування вузла. Рознесення груп передавачів застосовується на 3-5 км між окремими групами. У цьому разі важливим завданням стає організація ліній дистанційного керування передавачами, які будуються, як правило, радіорелейними чи проводовими засобами зв'язку.

## Різновиди радіостанцій

### Цифрові радіостанції
Цифрові радіостанції (DRM, Digital Radio Mondiale) передають стислий і закодований цифровий сигнал. Діапазони від ДХ до КХ. Якість висока при невеликій потужності передавача. Вже ведуться регулярні передачі десятків станцій, однак формат поки не отримав широкого поширення через непоширеність приймачів.

### Телевізійні станції
УКХ (МХ і ДМХ) радіостанції, що передають телевізійний сигнал. Мовлення локальне. Ширина сигналу від 4 до 6 МГц. У аналоговому телебаченні (NTSC, PAL, SECAM) використовували амплітудну модуляцію для передавання зображення і частотну модуляцію для звуку.

### Бортові радіостанції

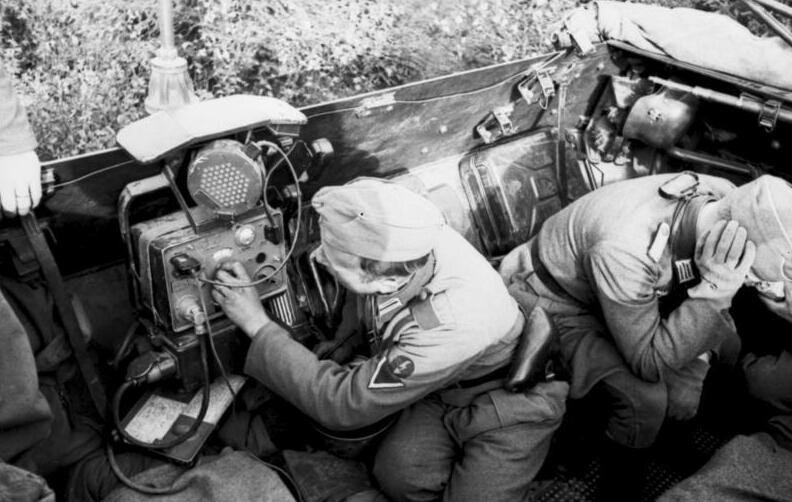
КХ радіостанція Fusprech на бронетранспортері, Німеччина, 1941

Бортові радіостанції встановлюють на мобільних об'єктах військового або цивільного призначення (автомобілях, літальних апаратах, суднах, танках і т. д.). Використовують УКХ-діапазон — для ближнього (диспетчерського) зв'язку та ДХ, СХ, КХ — для далекого зв'язку.

### Автомобільні радіостанції
Різновид бортових радіостанцій (інший термін Радіостанції, що перевозяться). Застосовуються для організації радіоканалів на ПУЗ (польових вузлах зв'язку). Частково застосовуються, як особисті радіостанції посадових осіб.

### Портативні радіостанції
Радіостанції невеликої маси і габаритів, часто мають додаткові пристосування для носіння — темляки, застібки, лямки і т. д. За призначенням можуть бути професійні (у тому числі військові), побутові, радіолюбительські (для радіоспорту), а також аварійно-рятувальні.

### Радіостанції глушіння (jamming)
Використовують для придушення сигналу небажаних радіостанцій, наприклад, зарубіжних радіостанцій (РЕБ — радіоелектронна боротьба). Часто їх використовують військові для порушення зв'язку супротивника.
Застосовуються передачі (на тій же частоті):
- випадкового сигналу (виття)
- того ж сигналу, але зі зрушенням за часом
- сигналу іншої радіостанції (китайський спосіб)

Широко застосовувалися в СРСР, до кінця 1988 року, поступово припинили свою роботу, деякі з них були переобладнані під радіомовні. В цей час, за непідтвердженими даними, існують в Китаї, на Кубі та в КНДР.

### Радіорелейні станції
Основна стаття: Радіорелейний зв'язок

Приймально-передавальні станції з направленими антенами, утворюють ланки (радіорелейні лінії). Відстань між станціями до декількох сотень кілометрів (маючи на увазі і тропосферні лінії). Їх застосовують для побудови ліній зв'язку там, де прокладка кабелів неможлива або невигідна. При застосуванні у військовій зв'язку радіорелейні лінії є основою «опорної мережі» при переміщенні військ.

### Навігаційні радіостанції
Основна стаття: Радіонавігація
Застосовуються для ближньої (діапазони ДХ і СХ) і дальньої навігації літаків, кораблів, підводних човнів тощо (передавачі систем LORAN, «Консоль», «Альфа», «Омега», наземні та космічні передавачі систем GPS, ГЛОНАСС і «Бейдоу»).
Для забезпечення польотів літаків використовують маркерні радіомаяки (МРМ), ближні (БПРС) і далекі (ДПРС) приводні радіостанції.
Морські маяки іноді, крім світлового та звукового сигналів, передають також і радіосигнал.

## Радіостанція як організація
Основна стаття: Радіомовлення
Широкомовні радіостанції передають сигнал, доступний для прийому звичайними побутовими приймачами. Мовлення може вестися в діапазонах КХ, ДХ, СХ, УКХ (FM). Для здійснення своєї діяльності, мають: штат співробітників (диктори, діджеї, ведучі, кореспонденти і тд.), студію мовлення, один або кілька радіопередавачів. Є органом ЗМІ і підлягає обов'язковій реєстрації і ліцензування у відповідних інстанціях. Залежно від формату мовлення можуть бути новинними, музичними, спортивними, пізнавальними тощо
Інтервал між частотами сусідніх широкомовних радіостанцій на ДХ і СХ — 9 (у США 10) кГц, на КХ 5 кГц (у всіх) і на УКХ не менше 180 кГц (як правило, 400—500 кГц).